# Боштень
Боштень, Боштені (рум. Boșteni) — село у повіті Ясси в Румунії. Адміністративно підпорядковане місту Пашкань.
Село розташоване на відстані 313 км на північ від Бухареста, 69 км на захід від Ясс.

## Населення
За даними перепису населення 2002 року у селі проживали 1248 осіб. Усі жителі села рідною мовою назвали румунську.
Національний склад населення села:
| Національність | Кількість осіб | Відсоток |
| -------------- | -------------- | -------- |
| румуни         | 1243           | 99,6%    |
| цигани         | 5              | 0,4%     |